# Orosz Ferenc (biokémikus)
Orosz Ferenc (Hatvan, 1958. január 1. –) biokémikus, az MTA doktora; civilszervezeti vezető.

## Tanulmányai
Orosz Ferenc a Debreceni Református Kollégium Gimnáziumában érettségizett 1976-ban. Az Eötvös Loránd Tudományegyetem Természettudományi Karán 1982-ben diplomázott vegyészként, gyógyszerkutatói szakágazaton. 1988-tól egy éven át a római La Sapienza Egyetem ösztöndíjasa volt. 1990-ben avatták egyetemi doktorrá az ELTE-n, summa cum laude.

## Életpályája
Orosz Ferenc munkáját 1990 óta – külföldi tanulmányútjai kivételével – megszakítás nélkül az MTA SzBK Enzimológiai Intézetében (később Természettudományi Kutatóközpont Enzimológiai Intézet) végzi, jelenleg tudományos tanácsadó. 2010-től 2020-ig az intézet igazgatóhelyettese volt. Vendégkutató, illetve vendégprofesszor volt az alábbi egyetemeken: University of California, Riverside (1992); University of Texas, Galveston (1993); Universidad Autónoma, Madrid (1997); Universitat de Barcelona (1999). 1989-ben a biológiai tudomány kandidátusa, 2004-ben az MTA doktora lett. Korábban az MTA Biokémiai és Molekuláris Biológiai, majd a Molekuláris Biológiai, Sejtbiológiai és Genetikai, jelenleg a Tudomány- és Technikatörténeti Osztályközi Tudományos Bizottság tagja.

## Munkássága

### Kutatási területek
Orosz kutatási területei: A citoszkeleton finomszerkezete és dinamikája; antimitotikus és kalmodulinantagonista vegyületek hatásának molekuláris alapjai; neurodegeneratív betegségek; a TPPP fehérjecsalád; TPPP-szerű fehérjék filogenetikai vizsgálata; triózfoszfátizomeráz deficiencia; az ötvenes és hatvanas évek magyar tudománytörténete.

### Főbb publikációk
Öt szabadalma mellett, Orosz 100-nál is több nemzetközi publikációt készített, melyek közül az alábbiak emelkednek ki:
- Dissimilar mechanisms of action of anticalmodulin drugs: quantitative analysis (MOLECULAR PHARMACOLOGY), 1990 (társszerző)
- New semisynthetic vinca alkaloids: chemical, biochemical and cellular studies (BRITISH JOURNAL OF CANCER), 1999 (társszerző)
- Enhanced association of mutant triosephosphate isomerase to red cell membranes and to brain microtubules (PROCEEDINGS OF THE NATIONAL ACADEMY OF SCIENCES OF THE UNITED STATES OF AMERICA), 2000 (társszerző)
- Distinct behavior of mutant triosephosphate isomerase in hemolysate and in isolated form: Molecular basis of enzyme deficiency (BLOOD), 2001 (társszerző)
- Protein Folding and Misfolding: Neurodegenerative Diseases, 2009, Springer (Ovádi Judittal)[10]
- Apicortin, a unique protein, with a putative cytoskeletal role, shared only by apicomplexan parasites and the placozoan Trichoplax adhaerens. (INFECTION GENETICS AND EVOLUTION), 2009
- Two recently sequenced vertebrate genomes are contaminated with apicomplexan species of the Sarcocystidae family (INTERNATIONAL JOURNAL FOR PARASITOLOGY), 2015
- Apa és fia: a szabadkőműves fürdőorvos és a Sztálin-díjas biokémikus. Szörényi Tivadar és Szörényi Imre pályája (COMMUNICATIONES DE HISTORIA ARTIS MEDICINAE), 2020

## Társadalmi, civilszervezeti munka
- A Dialógus Békecsoport tagja (1982–83)[11]
- A Honismereti és Társadalompolitikai Klubok Országos Tanácsának tagja (1985–88), az elnökség tagja (1988)[12]
- A Tudományos Dolgozók Demokratikus Szakszervezetének alapító tagja (1988); valamint a felügyelőbizottság tagja (2024– ) [13]
- A Raoul Wallenberg Egyesület alapító tagja (1988), ügyvivője (1989–90; 1995-) elnöke (2000–2001; 2011–13)[14]
- A magyar Raoul Wallenberg Emlékbizottság tagja, megalakításának kezdeményezője (2012)[15]
- Task Force for International Cooperation on Holocaust Education, Remembrance, and Research magyar nemzeti delegációjának tagja (2006–2011)[16]
- Az Akadémia Dolgozók Fóruma Egyesület alapító tagja, elnöke (2019–2022); az elnökség tagja (2019– )[17]

## Családja
Orosz családjának ismertebb tagjai Balásfalvi Orosz Ferenc pálos rendi szerzetes, egyházi író; valamint Balásfalvi Orosz József ügyvéd, publicista, lapszerkesztő, országgyűlési követ.
Orosz Ferenc református lelkészcsaládból származik. 1991 óta nős, két fia van. 
Családjával Dunakeszin élnek.

## Díjai, elismerései
- Akadémiai Ifjúsági-díj (1987)[7][20]
- Qualitas Biologica Alapítvány-díj (1997)[7]
- A Magyar Érdemrend lovagkeresztje (2012)[21]
- Esélyegyenlőségért díj (2013)[22]
- Svéd Sarkcsillagrend Parancsnoki Fokozat (2014)[23]
- Karig Sára- díj[24]